# 佐世保市立中里小学校
佐世保市立中里小学校（させぼしりつ なかざとしょうがっこう）は、長崎県佐世保市中里町にある公立小学校。

## 概要
歴史
1874年（明治7年）に「第五大学区第四中学区中里小学校」として創立。山口小学校（現・佐世保市立相浦小学校）の分校を経て1882年（明治15年）に独立。現校名となったのは学制改革が行われた1947年（昭和22年）。2014年（平成26年）に創立140周年を迎えた。
校区
住所表記で佐世保市の後に「中里町、上本山町、下本山町、八の久保町、岳野町、吉岡町（一部を除く）」が続く地域。中学校区は佐世保市立中里中学校。
校章
雪の結晶を背景にして、蛍の形にデザインした校名の「中里」（縦書き）を置き、全体で「蛍雪の功」を表している。1955年（昭和30年）に創立80周年を記念して当時の在職教諭によってデザインされた。
校歌
作詞は中川龍一、作曲は瀬戸口熊雄による。歌詞は3番まであり、各番に校名の「中里小学校」が登場する。

## 沿革
- 1874年（明治7年）11月10日 - 松浦郡中里村の東漸寺（とうぜんじ）の本堂を教室として「第五大学区第四中学区[3] 中里小学校」が創立。
  - 児童数55名、8学級。初代校長は吉村永八郎。
- 1878年（明治11年）12月 - 賤津小学校と統合の上、「山口小学校 中里分校」となる。
- 1882年（明治15年）12月 - 山口小学校から分離の上、「中里小学校」として独立。庄屋跡に校舎が完成。
- 1883年（明治16年）- 「相浦学区公立中等中里小学校」に改称。
- 1885年（明治18年）10月 - 校舎1棟を増築。
- 1886年（明治19年）9月 - 小学校令の施行により、尋常科（修業年限4年）を設置の上、「尋常中里小学校」に改称。
- 1889年（明治22年）4月1日 - 町村制の施行により、北松浦郡中里村立の小学校となる。
- 1892年（明治25年）12月 - 「中里尋常小学校」に改称。
- 1902年（明治35年）12月 - 木造平屋建ての新校舎2棟が完成。
- 1908年（明治41年）4月 - 小学校令の改正により、義務教育年限（尋常科の修業年限）が4年から6年に延長される。尋常科5年を新設。
- 1909年（明治42年）4月 - 尋常科6年を新設。
- 1912年（明治45年）4月 - 高等科を併置の上、「中里尋常高等小学校」に改称。2教室を増築。
- 1922年（大正11年）10月 - 3教室を増築。
- 1928年（昭和3年）11月 - 3教室を増築。
- 1933年（昭和8年）
  - 2月 - 将冠岳の高筈（たかはず）に学有林を設置。
  - 4月 - 中里炭鉱の開山により児童数が急増し既存の校舎だけでは収容しきれなくなったため、八幡神社の拝殿を仮校舎として授業を実施。
- 1934年（昭和9年）3月 - 第四校舎（8教室）が完成。
- 1939年（昭和14年）10月 - 土俵が完成。
- 1941年（昭和16年）4月1日 - 国民学校令の施行により、「中里国民学校」と改称。尋常科を初等科に改める。
- 1942年（昭和17年）5月27日 - 中里村が佐世保市と合併したため、佐世保市立の国民学校となる。
- 1947年（昭和22年）4月1日 - 学制改革（六・三制の実施）により「佐世保市立中里小学校」（現在名）となる。
  - 高等科は青年学校の普通科と統合され、新制中学校 佐世保市立中里中学校が発足。
- 1948年（昭和23年）10月 - 育友会が発足。
- 1949年（昭和24年）2月 - 第一校舎を講堂に改造。
- 1951年（昭和26年）5月 - 給食室が完成。
- 1953年（昭和28年）- 児童図書館を設置。
- 1955年（昭和30年）
  - 10月 - 創立80周年を記念して校旗を制定。
  - 11月10日 - 佐世保市立中里幼稚園が併設される。
- 1958年（昭和33年）
  - 4月 - 児童在籍数が戦後最大の947名（男子501,女子446）を記録[4]。
  - 8月 - プールが完成。
- 1959年（昭和34年）4月 - 2年連続で児童在籍数が戦後最大の947名（男子496,女子451）を記録[4]。
- 1962年（昭和37年）
  - 3月 - 鉄筋コンクリート造3階建て新校舎（6教室、第一期工事）が完成。
  - 12月 - 鉄筋コンクリート造3階建て新校舎（9教室、第二期工事）が完成。
- 1965年（昭和40年）
  - 2月 - 屋内運動場が完成。
  - 10月 - 観察池を設置。
- 1966年（昭和41年）12月 - 横綱・佐田の山を招き新土俵開きを実施。
- 1971年（昭和46年）3月 - 鼓笛隊を結成。
- 1972年（昭和47年）3月 - のぞみの像を建立。
- 1974年（昭和49年）10月 - 創立100周年を記念して東漸寺の境内に「中里小学校発祥の地記念碑」を建立（北緯33度12分5.1秒 東経129度41分4.8秒 / 北緯33.201417度 東経129.684667度）。
- 1975年（昭和50年）3月 - 鉄筋コンクリート造3階建ての特別教室棟が完成。
- 1983年（昭和58年）9月 - 米飯給食を開始。
- 1989年（平成元年）3月 - 特別教室を増築。校旗を新調。
- 1993年（平成5年）3月 - 新プールが完成。
- 2004年（平成16年）4月1日 - 2学期制を導入。

## 交通アクセス
最寄りの鉄道駅
- 松浦鉄道（MR）西九州線 「本山駅」

最寄りのバス停
- 西肥バス（させぼバスも含む）「中里」バス停

最寄りの幹線道路
- 国道204号
- 長崎県道11号佐世保日野松浦線
- 西九州自動車道（無料区間）「相浦中里IC」- 長崎県道11号と接続。

## 周辺
- 佐世保市立中里幼稚園
- 東漸寺（中里小学校発祥の地）
- 佐世保市立中里中学校
- 八幡神社
- 中里郵便局
- 相浦川

## 参考資料
- 「佐世保市史 教育篇」（1982年（昭和57年）5月20日発行, 佐世保市 市史編さん室）
- 「歴史いっぱい ふるさとなかざと 佐世保市立中里小学校百二十周年記念誌」（1994年（平成6年）11月10日発行）